# Рона-Алпи
Рона-Алпи (на френски: Rhône-Alpes) е бивш регион в Югоизточна Франция с административен център – Лион. Регионът съществува до 1 януари 2016 г., когато се слива с Оверн в новосъздадения регион Оверн-Рона-Алпи. Името му произлиза от реката Рона и планинската верига Алпи.

## География
Рона-Алпи граничи с френските региони: Прованс-Алпи-Лазурен бряг, Лангедок-Русийон, Оверн, Бургундия и Франш Конте. На изток, граничи с швейцарските кантони: Во, Вале и Женева. На юг граничи с италианските – Вале д'Аоста и Пиемонт.